# X Ursae Minoris
X Ursae Minoris är en pulserande variabel av Mira Ceti-typ i stjärnbilden Lilla björnen. 
Stjärnan har magnitud +12,5 och når i förmörkelsefasen ner till +18,4 med en period på 338 dygn. 